# 卡拉旺泰
卡拉旺泰（法語：Calavanté，法語發音：[kalavɑ̃te]）是法国上比利牛斯省的一个市镇，属于塔布区。

## 地理
卡拉旺泰（43°12'14"N, 0°9'44"E）面积2.06 平方千米，位于法国奧克西塔尼大區上比利牛斯省，该省份为法国西南部内陆省份，北至热尔省，西接大西洋比利牛斯省，南与西班牙接壤，东临上加龙省。
与卡拉旺泰接壤的市镇（或旧市镇、城区）包括：莱斯普埃、昂戈、巴尔巴藏代巴。

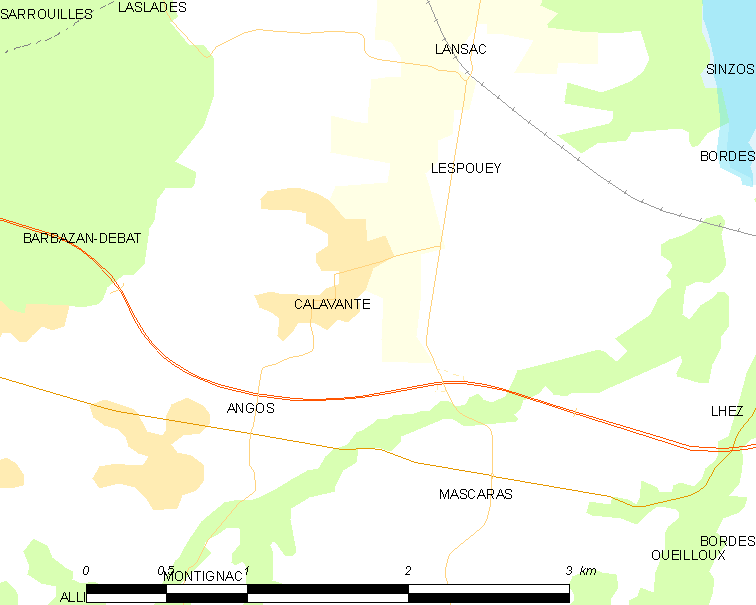
卡拉旺泰的OSM定位图

卡拉旺泰的时区为UTC+01:00、UTC+02:00（夏令时）。

## 行政
卡拉旺泰的邮政编码为65190，INSEE市镇编码为65120。

## 政治
卡拉旺泰所属的省级选区为阿罗斯河与巴伊斯河谷县。

## 人口

1962-2008年间卡拉旺泰人口变化图示

卡拉旺泰于2022年1月1日时的人口数量为332人。